# Thierry Ndikumwenayo
Thierry Ndikumwenayo (26 marzo 1997) è un mezzofondista burundese naturalizzato spagnolo.

## Record nazionali
Seniores
- 3000 metri piani: 7'25"93  ( Monaco, 10 agosto 2022)
- 5000 metri piani: 12'59"39 ( Roma, 9 giugno 2022)

## Palmarès
| In rappresentanza del Burundi  |                     |             |                |          |          |                               |
| 2014                           | Olimpiadi giovanili | Nanchino    | 3000 m piani   | Argento  | 8'06"05  | Miglior prestazione personale |
| 2015                           | Africani U20        | Addis Abeba | 5000 m piani   | 7º       | 15'11"49 |                               |
| 2015                           | Giochi panafricani  | Brazzaville | 5000 m piani   | 9º       | 13'27"38 | [ 1 ]                         |
| 2016                           | Africani            | Durban      | 5000 m piani   | 7º       | 13'26"24 |                               |
| 2016                           | Mondiali U20        | Bydgoszcz   | 5000 m piani   | dns      | dns      |                               |
| 2017                           | Mondiali di cross   | Kampala     | Corsa seniores | 95º      | 32'55"   |                               |
| 2017                           | Mondiali di cross   | Kampala     | A squadre      | 6º       | 119 p.   |                               |
| 2018                           | Mondiali indoor     | Birmingham  | 3000 m piani   | 14º      | 8'09"11  |                               |
| 2018                           | Africani            | Asaba       | 5000 m piani   | dnf      | dnf      |                               |
| 2019                           | Mondiali di cross   | Aarhus      | Corsa seniores | 9º       | 32'29"   |                               |
| 2019                           | Mondiali di cross   | Aarhus      | A squadre      | 5º       | 91 p.    |                               |
| 2019                           | Mondiali            | Doha        | 10000 m piani  | dnf      | dnf      |                               |
| In rappresentanza della Spagna |                     |             |                |          |          |                               |
| 2023                           | Giochi europei      | Chorzów     | 5000 m piani   | Oro      | 13'25"48 | [ 2 ]                         |
| 2023                           | Mondiali            | Budapest    | 5000 m piani   | Batteria | 13'34"03 |                               |
| 2024                           | Europei             | Roma        | 5000 m piani   | 5º       | 13'23"26 |                               |
| 2024                           | Europei             | Roma        | 10000 m piani  | Bronzo   | 28'00"96 |                               |
| 2024                           | Giochi olimpici     | Parigi      | 5000 m piani   | 15º      | 13'24"09 |                               |
| 2024                           | Giochi olimpici     | Parigi      | 10000 m piani  | 9º       | 26'49"49 | Record nazionale              |
| 2024                           | Europei di cross    | Antalya     | Corsa seniores | Bronzo   | 22'31"   |                               |
| 2024                           | Europei di cross    | Antalya     | A squadre      | Oro      | 18 p.    |                               |

## Campionati nazionali
Spagna
2024
- Oro ai campionati spagnoli di corsa campestre - 29'45"

## Altre competizioni internazionali
2019
- Argento in Coppa dei Campioni per club di atletica leggera ( Birmingham), 3000 m piani - 7'58"88
- Oro in Coppa dei Campioni per club di atletica leggera ( Birmingham), 5000 m piani - 13'38"14

2022
- 8º al Golden Gala Pietro Mennea ( Roma), 5000 m piani - 12'59"39
- Argento al Meeting de Paris ( Parigi), 5000 m piani - 13'05"24
- 5º al Bauhaus-Galan ( Stoccolma), 3000 m piani - 7'34"91
- Oro al Herculis ( Monaco), 3000 m piani - 7'25"93
- 11º al Memorial Van Damme ( Bruxelles), 5000 m piani - 13'10"71
- Oro al Cross Internacional de Soria ( Soria) - 28'34"

2023
- Oro ai Campionati europei a squadre di atletica leggera ( Chorzów), 5000 m piani - 13'25"48
- 8º all'Herculis ( Monaco), 5000 m piani - 12'55"47
- 6º ai Bislett Games ( Oslo), 5000 m piani - 12'58"60
- 13º al Golden Gala ( Roma), 5000 m piani - 12'59"03

2024
- 4º ai Bislett Games ( Oslo), 5000 m piani - 12'48"10
- 8º alla Mezza maratona di Valencia ( Valencia) - 59'42"

2025
- 6º ai Bislett Games ( Oslo), 5000 m piani - 12'47"67
- Bronzo ai Campionati europei a squadre di atletica leggera ( Madrid), 5000 m piani - 13'45"38